# Entertainment Weekly
 (транскр.  Ентертејнмент викли; некад скраћено EW) амерички је дигитални часопис о забави, чије је седиште у Њујорку, а објављује га Dotdash Meredith. Часопис покрива филм, телевизију, музику, Бродвејски театар, књиге и популарну културу. Први број је изашао 16. фебруара 1990. у Њујорку.
За разлику од публикација које су фокусиране на славне личности, као што су Us Weekly, People (сестрински часопис EW) и In Touch Weekly, EW се првенствено концентрише на вести из света забаве и рецензије критичара. За разлику од Variety-а и The Hollywood Reporter-а, који су првенствено основани да буду намењени инсајдерима из индустрије, EW циља на ширу публику.